# أبيل كامبوس
أبيل كامبوس (بالبرتغالية: Afonso Abel de Campos‏) (4 مايو 1962 بلواندا في أنغولا - ) هو لاعب كرة قدم أنغولي في مركز جناح ‏، شارك في كأس الأمم الأفريقية 1996. وشارك مع منتخب أنغولا لكرة القدم. أما مع النوادي، فقد لعب مع ألفيركا وإستريلا دا أمادورا وبترو إتليتيكو وسبورتينغ براغا ونادي بنفيكا وDeltras F.C. ‏ وSport Benfica e Castelo Branco ‏ وPSIS Semarang ‏.

## وصلات خارجية
- أبيل كامبوس على موقع الاتحاد الدولي (مؤرشف)  (الإنجليزية)
- أبيل كامبوس على موقع قاعدة بيانات كرة القدم.إي يو (الإنجليزية)
- أبيل كامبوس على موقع ناشيونال فوتبول تيمز (الإنجليزية)
- أبيل كامبوس على موقع عالم كرة القدم.نت (الإنجليزية)